# Jenifer Casal Vidal
Jenifer Casal Vidal es una deportista española que compite en piragüismo en la modalidad de maratón. Ganó una medalla de bronce en el Campeonato Europeo de Piragüismo en Maratón de 2017, en la categoría de C1.

## Palmarés internacional
| Campeonato Europeo | Campeonato Europeo       | Campeonato Europeo | Campeonato Europeo |
| Año                | Lugar                    | Medalla            | Competición        |
| ------------------ | ------------------------ | ------------------ | ------------------ |
| 2017               | Ponte de Lima (Portugal) | Medalla de bronce  | C1                 |